# История Папуа — Новой Гвинеи
Люди впервые заселили территорию Папуа — Новой Гвинеи 60—45 тыс. лет назад с территории Юго-Восточной Азии, преодолев несколько морских проливов. В то время уровень моря был ниже и остров составлял одно целое с соседними островами и с Австралией. Самые древние стоянки в Папуа — Новой Гвинее обнаружены в долине Иване (Ivane Valley) на высоте ок. 2 тыс. метров над уровнем моря (район Гоилала, Центральная провинция). Возраст стоянок — 49 тыс. лет.
Уровень моря поднялся в конце последнего ледникового периода, около 12 тысяч лет назад. На территории острова находился один из древнейших центров возникновения земледелия. По археологическим данным, оно возникло там около 8—10 тыс. лет назад, почти одновременно с плодородным полумесяцем (см. Древнее земледельческое поселение Кука (Болото Кука)).
Ко времени европейской колонизации территория Папуа — Новой Гвинеи была населена папуасами и меланезийцами. Они жили в условиях каменного века, занимаясь охотой, рыболовством и собирательством. В горных районах острова — земледелием.
Новая Гвинея была открыта в 1526 году португальским мореплавателем Жоржи ди Менезешем. Название острову дал испанский мореплаватель Иньиго Ортис де Ретес в 1545 году, усмотрев сходство населения с населением африканской Гвинеи.
Исследование острова и проникновение туда европейцев началось лишь в XIX веке. Так, русский исследователь Николай Миклухо-Маклай прожил среди папуасов в общей сложности почти четыре года (в 1870-х и в начале 1880-х годов). В XIX веке Папуа — Новую Гвинею посещали и другие европейцы — торговцы, китоловы, миссионеры. Европейцы привезли в Папуа — Новую Гвинею первые железные орудия.

## Европейская колонизация
С 1884 года юго-восточная часть острова Новая Гвинея (Папуа) находилась под господством Британской империи, которая в начале XX века передала её Австралии. Северо-восточная часть острова Новая Гвинея с прилегающими островами — архипелаг Бисмарка и др. (за этой территорией позже закрепилось название Новая Гвинея) в 1880-х годах была захвачена Германией (Германская Новая Гвинея), после Первой мировой войны, в 1920 году передана Австралии как подмандатная территория Лиги Наций (позднее — подопечная территория ООН).
Во время Второй Мировой войны значительная часть острова Новая Гвинея была захвачена Японией (Новогвинейская кампания). В 1942-1945 годах на острове происходили упорные бои между японскими и англо-американскими войсками. С тех пор 23 июня ежегодно отмечается в Папуа — Новой Гвинее, как день памяти погибших в этой войне.
В 1949 году обе части (Папуа и Новая Гвинея) в административном отношении были объединены австралийскими властями.

## Независимость
В 1973 году территория Папуа — Новая Гвинея получила внутреннее самоуправление. В сентябре 1975 года стала независимым государством.
В 1988—1997 годах на острове Бугенвиль шла партизанская война — Революционная Армия Бугенвиля боролась за отделение острова от Папуа — Новой Гвинеи. Для борьбы против партизан правительство Папуа — Новой Гвинеи использовало практически все вооружённые силы страны (около 2 тысяч солдат и офицеров), а также попросило о помощи Австралию, приславшую небольшой воинский контингент, и наняло группу профессиональных наёмников. В ходе этой войны погибло около 15 тысяч человек. Война привела к появлению Автономного региона Бугенвиль
В 2012 году в столице страны произошел мятеж Яуру Сасу с попыткой вернуть власть бывшему премьер-министру Майклу Сомаре, а летом того же года секта каннибалов сорвала проведение выборов, терроризируя местное население в провинции Маданг.